# Miklósi Károly
Miklósi Károly (Budapest, 1926. november 18. – 2017. február 5.[forrás?]) magyar fényképész. 1945–47 között politikai rab a Gulagon és a Málenkij robot. Orosz hadifogságom története című könyv szerzője.

## Élete
Zuglóban született 1926-ban. Két fiútestvére volt. Négy polgári iskolát végzett, majd kifutóként és segédmunkásként kereste kenyerét. 1943-tól nyomdai fényképésztanuló lett. Közben szabadidejében zenekarban játszott dobosként. A második világháborús bombázások alatt például egy légópincében zenélt, de sérülés nélkül túlélte Budapest ostromát.

### A fogságban  töltött időszak (Málenkij robot)
1945. február 1-jén gyalog elindult munkahelyére megnézni, hogy mikor tud munkába állni. Odafele a Thököly út és a Hungária körút kereszteződésénél belebotlott három, civileket igazoltató szovjet katonába. Néhány éppen arra járó hasonló korú fiatallal együtt félreállították, majd közölték velük, hogy egy kis munkára (málenkij robot) viszik őket. Az így összefogdosott, egyre növekvő csoportot végül a sarki ház pincéjébe zárták, ahonnan másnap további hasonló módon összeszedett csoportokkal együtt gyalogosan Gödöllőre hajtották őket. Itt a mai Agrártudományi Egyetem területén lévő hadifogolytáborba kerültek. A táborban azt hazudta, hogy 1927-ben született, hátha így hazaengedik, de nem volt szerencséje.
A fogolytáborból vonaton a romániai Foksányon keresztül került a mai Ukrajna területére, Terniv településre szállították. Itt embertelen körülmények között megépíttették velük saját táborukat, és részt vettek a környék újjáépítésben, valamint mezőgazdasági idénymunkákban is.
A mostoha körülmények mellett szerencséje volt, hogy tudott zenélni, így párszor különböző helyi rendezvényeken felléphetett, és kicsivel jobb bánásmódban részesült. Szülei úgy értesültek eltűnésének okáról, hogy a vonatból útközben 1-2 levelet ki tudott dobni, és a megtalálók eljuttatták azokat hozzájuk. Apja a Danuvia fegyvergyárban dolgozott, és megkérte az ottani szovjet parancsnokot, segítsen neki, hogy fiát szabadon engedjék, hiszen semmit nem tett, ami miatt fogságban kellene őt tartani. A parancsnok kerestetni kezdte a fiatal pesti fiút, de éppen a születési adatainak megváltoztatása miatt nem volt egyszerű rátalálni. 1947 végére azonban mégis hazajutott.

### További élete
Korábbi munkahelye, a nyomda, ami akkor még magántulajdonban volt, visszavette dolgozni, így új életet kezdhetett, és családot alapított.
Az államosítás után meghurcoltatása ellenére belépett a Magyar Dolgozók Pártjába. Nyomdai fényképész akkor lett, amikor a fotó kiszorította a szövegrajzolást. Szabadidejében amatőr labdarúgóként játszott a Fényszövben. Az 1956-os forradalom során megpróbált feleségével és az akkor hároméves kislányával disszidálni, de Jugoszláviába nem tudtak átmenni, mivel éjjel zuhogó esőben eltévedtek a határon. Szerencséjükre egy öreg paraszt bácsinál kipihenték magukat, és ezután hazavonatoztak. Utána többnyire szabadúszóként dolgozott.
1995-ben a magyar kormánytól 242 ezer forint névértékű kárpótlási jegyet kapott a szenvedéseiért. Ezt akkoriban 48 400 forintért tudta értékesíteni. Kisebb lánya unszolására a politikai fogságáról és a kényszermunkatáborban átélt borzalmakról könyvet írt 2003-ban Málenkíj robot (1945–1947) – Holocaust orosz módra címen, melyet 2010-ben ismét saját pénzéből kiadatott Málenkij robot. Orosz hadifogságom története címmel.
Házasságából két leánygyermeke született. Életében még öt unokája és egy dédunokája született.